# Ormsby
Ormsby è un comune degli Stati Uniti d'America, situato nello Stato del Minnesota, nella contea di Watonwan e in parte nella contea di Martin.